# تشارلز زد. بلات
تشارلز زد. بلات هو سياسي أمريكي، ولد في 22 يوليو 1773 في بكبسي في الولايات المتحدة، وتوفي في 14 أبريل 1822. نشط حزبياً في الحزب الفيدرالي الأمريكي. وقد انتخب أمين صندوق الدولة ‏.